# Flughafen Klagenfurt

i7
i11
i13
Der Flughafen Klagenfurt (IATA-Code: KLU, ICAO-Code: LOWK) ist ein internationaler Flughafen in Kärnten, Österreich. Er liegt rund vier Kilometer nördlich des Klagenfurter Stadtzentrums auf 448 m ü. A..
Eigentümer der Kärntner Flughafen Betriebsgesellschaft mbH sind zu 80 % das Land Kärnten und zu 20 % die Stadt Klagenfurt. Seit 2025 hält das Land Kärnten 100 % an der Betreiber GmbH.
Der Flughafen benutzt auch die Eigenbezeichnung Klagenfurt Airport.

## Lage und Klima
Der Flughafen erstreckt sich über die Klagenfurter Stadtbezirke Annabichl und St. Peter. Das Vorfeld befindet sich auf ca. 448 m ü. A. Der Anflug von Westen kommend erfolgt dicht über das Wohngebiet der Stadtteile Annabichl und Wölfnitz, von Osten über größtenteils mit Industrie verbautem Gebiet.

### Klima
In Klagenfurt herrscht gemäßigt kontinentales Klima mit relativ großen Temperaturschwankungen zwischen den Jahreszeiten. Durch die im Klagenfurter Becken vorherrschende Inversionswetterlage ist eine überdurchschnittlich häufige und oft lang anhaltende Dunst- und Nebelbildung typisch. Im Früh- und Mittelherbst handelt es sich hierbei überwiegend um Bodennebel, während im Spätherbst und Winter häufig Hochnebel auftreten. Kennzeichnend ist auch eine allgemeine Windarmut. Die im Vergleich zum österreichischen Durchschnitt kalten Winter werden manchmal vom Föhn durch die südlich liegenden Karawanken abgemildert.
Die langjährige mittlere Jahrestemperatur (ermittelt in den Jahren 1961 bis 1990) beträgt 7,7 °C. Der Temperaturmittelwert im Jahr 2007 betrug in Klagenfurt 9,7 °C.
Die Klimatabelle für den Zeitraum von 2000 bis 2013 zeigt Temperaturveränderung nach oben, die Jahresdurchschnittstemperatur ist im Vergleich zur Messperiode vom Jahr 1971 bis zum Jahr 1990 um 1,9 °C auf 9,9 °C gestiegen. Auch gab es seit dem Jahr 2000 elf Jahre mit mehr als 2000 Sonnenstunden. Im Durchschnitt ist die Sonnenscheindauer auf 5,8 Stunden pro Tag gestiegen
|                        | Jan  | Feb  | Mär  | Apr  | Mai  | Jun  | Jul   | Aug   | Sep  | Okt  | Nov  | Dez  |   |       |
| Mittl. Temperatur (°C) | −2,4 | 0,2  | 5,3  | 10,4 | 15,4 | 19,0 | 20,8  | 20,0  | 15,3 | 10,3 | 4,7  | −1,1 | ⌀ | 9,9   |
| Mittl. Tagesmax. (°C)  | 1,1  | 5,1  | 11,2 | 16,2 | 21,5 | 25,1 | 27,1  | 25,9  | 20,7 | 14,7 | 7,8  | 1,5  | ⌀ | 14,9  |
| Mittl. Tagesmin. (°C)  | −5,8 | −4,6 | −0,6 | 4,6  | 9,3  | 12,8 | 14,4  | 14,1  | 9,8  | 5,9  | 1,6  | −3,6 | ⌀ | 4,9   |
|                        |      |      |      |      |      |      |       |       |      |      |      |      |   |       |
| Niederschlag (mm)      | 24,7 | 26,9 | 53,0 | 65,1 | 86,3 | 97,8 | 107,3 | 139,0 | 82,9 | 85,7 | 83,3 | 46,4 | Σ | 898,4 |
|                        |      |      |      |      |      |      |       |       |      |      |      |      |   |       |
| Regentage (d)          | 6,6  | 6,4  | 8,0  | 11,8 | 12,9 | 14,0 | 13,8  | 14,2  | 10,2 | 10,4 | 11,1 | 8,7  | Σ | 128,1 |

| −5,8 |

| −4,6 |

| −0,6 |

| 4,6 |

| 9,3 |

| 12,8 |

| 14,4 |

| 14,1 |

| 9,8 |

| 5,9 |

| 1,6 |

| −3,6 |

| −5,8 |

| −4,6 |

| −0,6 |

| 4,6 |

| 9,3 |

| 12,8 |

| 14,4 |

| 14,1 |

| 9,8 |

| 5,9 |

| 1,6 |

| −3,6 |

| N i e d e r s c h l a g | 24,7 | 26,9 | 53,0 | 65,1 | 86,3 | 97,8 | 107,3 | 139,0 | 82,9 | 85,7 | 83,3 | 46,4 |
|                         | Jan  | Feb  | Mär  | Apr  | Mai  | Jun  | Jul   | Aug   | Sep  | Okt  | Nov  | Dez  |

## Verkehrsanbindung

### Individualverkehr

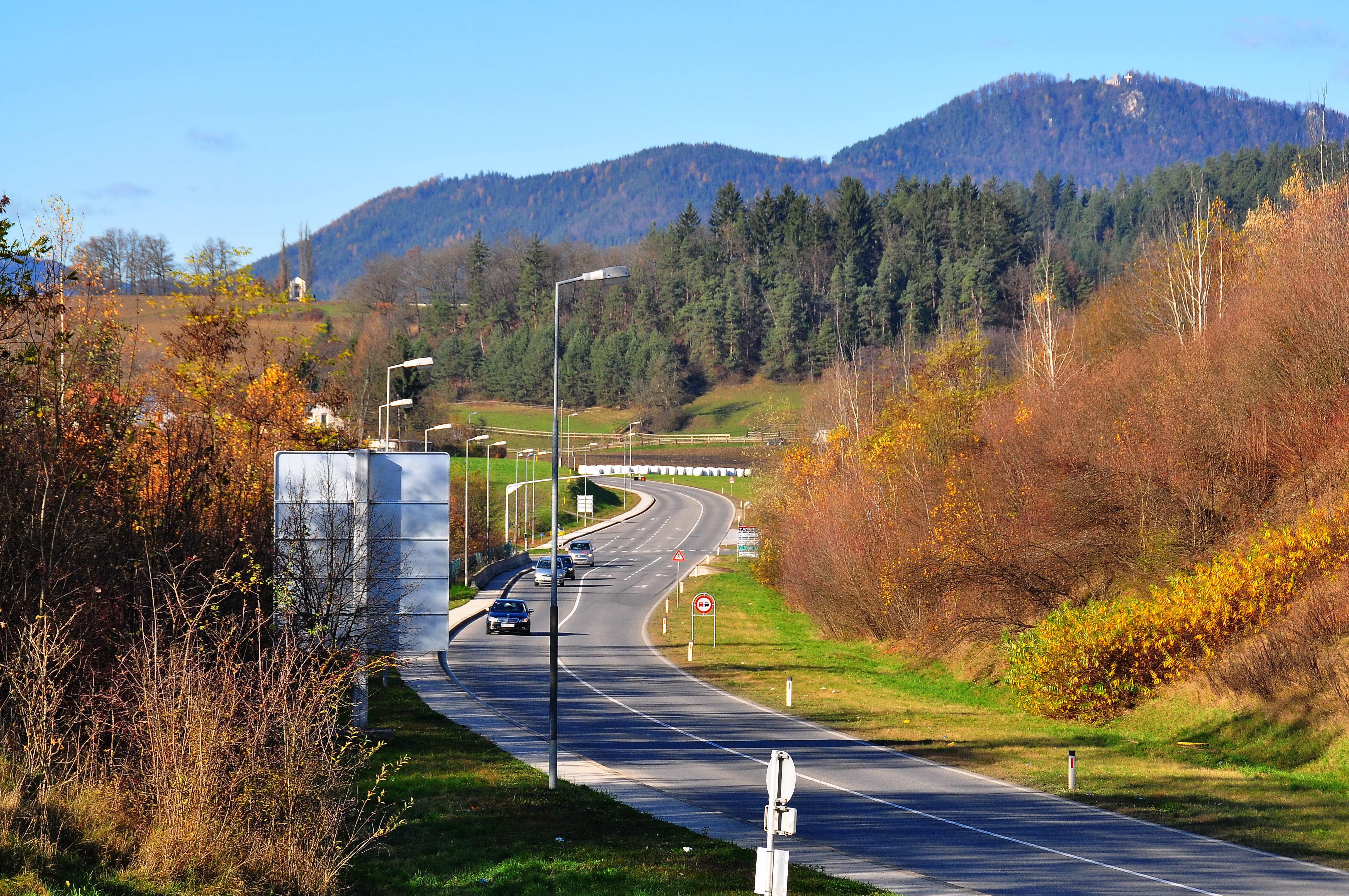
Zubringer Josef-Sablatnig-Straße

Der Flughafen ist über eine eigene Ausfahrt der Südautobahn A 2 an den überregionalen Straßenverkehr angeschlossen. Die Ausfahrt ist von Richtung Italien kommend circa einen Kilometer und von Richtung Wien kommend etwa 600 m entfernt. Der Zubringer ist nach dem Klagenfurter Flugpionier Joseph Sablatnig benannt.
Über das regionale Straßennetz ist der Flughafen aus dem Einzugsgebiet St. Veit über die Kärntner Straße B 83, über das städtische Straßennetz vom Stadtzentrum Klagenfurt aus über die St. Veiter Straße in wenigen Minuten erreichbar. Durch die Nähe des Flughafens zum Stadtzentrum und der ebenen Strecke ist eine Anreise mit dem Fahrrad ebenfalls leicht zu bewältigen.

### Öffentlicher Verkehr
Über die Schiene ist der Flughafen mit den Regionalzug (R), dem RegionalExpress (REX) und dem S-Bahnverkehr (S1) der Österreichischen Bundesbahnen zu erreichen. An der Bahnhaltestelle Klagenfurt Annabichl gibt es halbstündliche Verbindungen mit dem Klagenfurter Hauptbahnhof (Fahrtdauer fünf Minuten) und eine Anbindung mit Regionalzügen an St. Veit und weiter bis in die Steiermark.
Vom Hauptbahnhof Klagenfurt gelangt man zudem über das Stadtzentrum mit den Stadtbussen der Stadtwerke Klagenfurt – jetzt Klagenfurt Mobil – zum Flughafen. Direkt fährt täglich bis abends die Linie 42, werktags stündlich und sonntags alle zwei Stunden. Mit den Linien 40 und 42 (abwechselnd halbstündlich) bzw. Linie 41 gelangt man bis zum Abend im Viertelstundentakt vom Hauptbahnhof zur Bahnhaltestelle Klagenfurt Annabichl. Nach 20 Uhr gelangt man nur noch mit der Linie 94 bis zur Haltestelle Annabichl.
Von der Bahn- bzw. Bushaltestelle Annabichl ist der Flughafen zu Fuß in acht Minuten (750 m) zu erreichen.
Historisch erwähnenswert ist, dass der Bahnhof bzw. Friedhof Annabichl – und damit der Flughafen – bis zur Streckenauflassung Ende Februar 1961 über das Klagenfurter Straßenbahnnetz erreichbar war.

## Geschichte und Aufbau
Der Flughafen Klagenfurt wurde 1914 als Militärflugplatz gegründet. Im Jahr 1925 wurde die Kärntner Luftverkehrsgesellschaft mit Hilfe der Stadt Klagenfurt, Klagenfurter Bankinstituten sowie der Österreichischen Luftverkehrs AG gegründet und im Jahr 1927 von letzterer mit sämtlichen Anlagen übernommen. Bald wurden erste Linienflugverbindungen nach Venedig, Laibach und Wien eingerichtet. Um 1935 befand sich noch auf dem Gelände das Gut Annabichl des Paul Graf Scapinelli. Im Zuge des Ausbaues musste das Gut aber weichen.
Der Flughafen wurde 1938 von der Luftwaffe der deutschen Wehrmacht übernommen und nach dem Krieg 1951 wieder für die zivile Luftfahrt freigegeben. 1958 erfolgte die erste Ausbauphase, mit dem Bau einer 1800 m langen und 45 m breiten Betonpiste, den dazugehörigen Rollwegen und Abstellflächen, der Errichtung eines Flughafengebäudes und eines Kontrollturms. 1964 war die erste Ausbauphase mit der Errichtung der Anflug-, Pisten-, Rollweg und Hindernisbefeuerung abgeschlossen. Doch schon 1965 folgte in zwei Etappen die Verlängerung der Start- und Landebahn um weitere 600 m zu einer Länge von 2400 m.
Durch den immer stärker boomenden Tourismus wuchs die Bedeutung des Flughafens und so erhielt er am 11. September 1971 sein erstes Passagierterminal. 1981 erfuhr die Piste eine neuerliche Verlängerung und wuchs auf die Länge von 2720 m (8924'). 1984 konnte der Flughafen Klagenfurt erstmals eine Zahl von 100.000 abgefertigten Passagieren verkünden und auch in den darauffolgenden Jahren stieg das Passagieraufkommen. 1995 wurde die 80-Jahr-Feier des Flughafens mit einer Flug- und Statikshow zelebriert. 1996 begann die Errichtung der neuen Geräteabstellhalle und des Feuerwehrhauses. Außerdem erfolgte die Anbindung des Flughafens an die Südautobahn A 2.
Im Jahre 1997 wurde mit dem Bau der neuen Ankunftshalle begonnen und in den Jahren darauf folgten weitere Verbesserungen und Modernisierungen des Check-In Bereichs. 2003 wurde der Flughafen mit einem CAT II/III-Landesystem nachgerüstet, welches Anfang 2004 in Betrieb genommen wurde und seitdem präzise Anflüge nach Instrumentenflug ermöglicht. 2005 hatte der Flughafen Klagenfurt erstmals ein Passagieraufkommen von 522.000. Im darauffolgenden Jahr fiel diese Zahl auf 403.305.

### Die weitere Betriebsphase
Im Jahr 2007 schaffte es der Flughafen wieder auf 470.000 Passagiere, ausschlaggebend dafür waren Ryanair und TUIfly, welche zeitweise sechs Ziele ab Klagenfurt anflogen.
Auch in der Allgemeinen Luftfahrt verzeichnete man einen Rekord. Noch nie hatte man so viele Flugbewegungen von privaten Flugzeugen in Klagenfurt verzeichnet, somit ist Klagenfurt im Vergleich neben Salzburg und Wien der von privaten Flugzeugen am meisten frequentierte Airport Österreichs.
Im Jahr 2008 wurden 429.889 Passagiere abgefertigt, was einem Minus von 8,3 % zum Vorjahr entspricht.
Ryanair baute den Standort Klagenfurt Ende 2008 nach der Zusage massiver Subventionen aus. Es gab Verbindungen nach Frankfurt, London, Stockholm und Göteborg. Im November 2013 stellte Ryanair alle Verbindungen ein, da das Land und der Flughafen nicht weiter Geld an die Airline zahlen wollte.
- Seit dem Winterflugplan 2009/10 flog Germanwings von Köln/Bonn bis zu sieben Mal wöchentlich nach Klagenfurt. Zudem flog man in Konkurrenz mit Air Berlin nach Hamburg, diese Strecke wurde aber ebenfalls eingestellt. Seit 2013 waren Berlin und Hamburg wieder zwei Mal pro Woche im Programm der Germanwings, mittlerweile allerdings nicht mehr Berlin, nur noch Köln und Hamburg.[10] Geflogen wird mit Airbus A319, A320 und CRJ900.

Ebenfalls flog im Winter easyjet nach London-Heathrow und transavia nach Rotterdam.
Zudem flog die österreichische Fluggesellschaft Robin Hood ab 9. Juni 2009 die Flughäfen Zürich (als Nonstop-Kurs, 4× pro Woche, wie auch eine Tagesrandverbindung via Graz, ebenfalls 4× pro Woche) sowie Stuttgart (ebenfalls via Graz) an.
2011 stellte Air Berlin, als Nachfolger von TUIfly, die Flüge nach Klagenfurt ein, da das Land nicht die geforderten 200.000 Euro bezahlen wollte.
Graz und Wien, Orte mit stärker frequentierten Flughäfen, sind seit einigen Jahren per Schnellbus günstig zu erreichen. Die im Bau befindliche Koralmbahn wird die Verbindung von Kärnten zu beiden Flughäfen noch weiter verbessern.
Seit November 2022 fliegt Ryanair ganzjährig nach London-Stansted. Im Winter 2022/23 flog Ryanair nach Dublin, Manchester und Brüssel.
Im März 2023 stellte Eurowings die Verbindung nach Köln ein.
Seit dem Sommerflugplan 2023 bedient Ryanair kontinuierlich die Flugziele Alicante und Mallorca. Dieses Angebot wird auch im Sommer 2024 fortgesetzt. Zusätzlich wird Hamburg von Januar bis März 2024 direkt von Austrian Airlines angeflogen. Im Winter 2023/24 bietet Ryanair zudem Flüge nach London-Stansted an.
Des Weiteren erfolgt die Anbindung von Paros/Naxos durch Springer Reisen in Kooperation mit Avantiair.

### Eigentumsverhältnisse
Ende Mai oder Anfang Juni 2017 wurde die Ausschreibung zur Teilprivatisierung des Klagenfurter Flughafens ab 2018 im Amtsblatt der Europäischen Union veröffentlicht. Gesucht werden Investoren sowie Betreiber. Eine Sperrminorität von 25 Prozent soll dabei im Eigentum der öffentlichen Hand, also bei den bisherigen Eigentümern Land Kärnten und Stadt Klagenfurt, bleiben. Die Frist zur Angebotslegung endete am 2. August 2017. „Ende Jänner 2018 wurden die Anbieter aufgefordert, ein endgültiges Angebot ... zu legen.“ Mitte April 2018 bekam die 2001 gegründete Lilihill, die zuvor schon in Klagenfurt das Traditionshotel Moser-Verdino und das Redaktionsgebäude der Kärntner Tageszeitung gekauft hatte den Zuschlag. Gerhard Köfer, Obmann des Teams Kärnten, forderte offenzulegen „wie dieser Deal zustande kam und was den Ausschlag für Franz Orasch und seine Lilihill-Gruppe gegeben hat und warum das Angebot Haselsteiners formal nicht entsprochen hat.“ Franz Peter Orasch kündigte für 19. August 2019 eine Pressekonferenz zu geplanten Vorhaben an.
Eigentümer der Kärntner Flughafen Betriebsgesellschaft mbH sind zu 80 % das Land Kärnten und zu 20 % die Stadt Klagenfurt.

## Flughafenanlagen

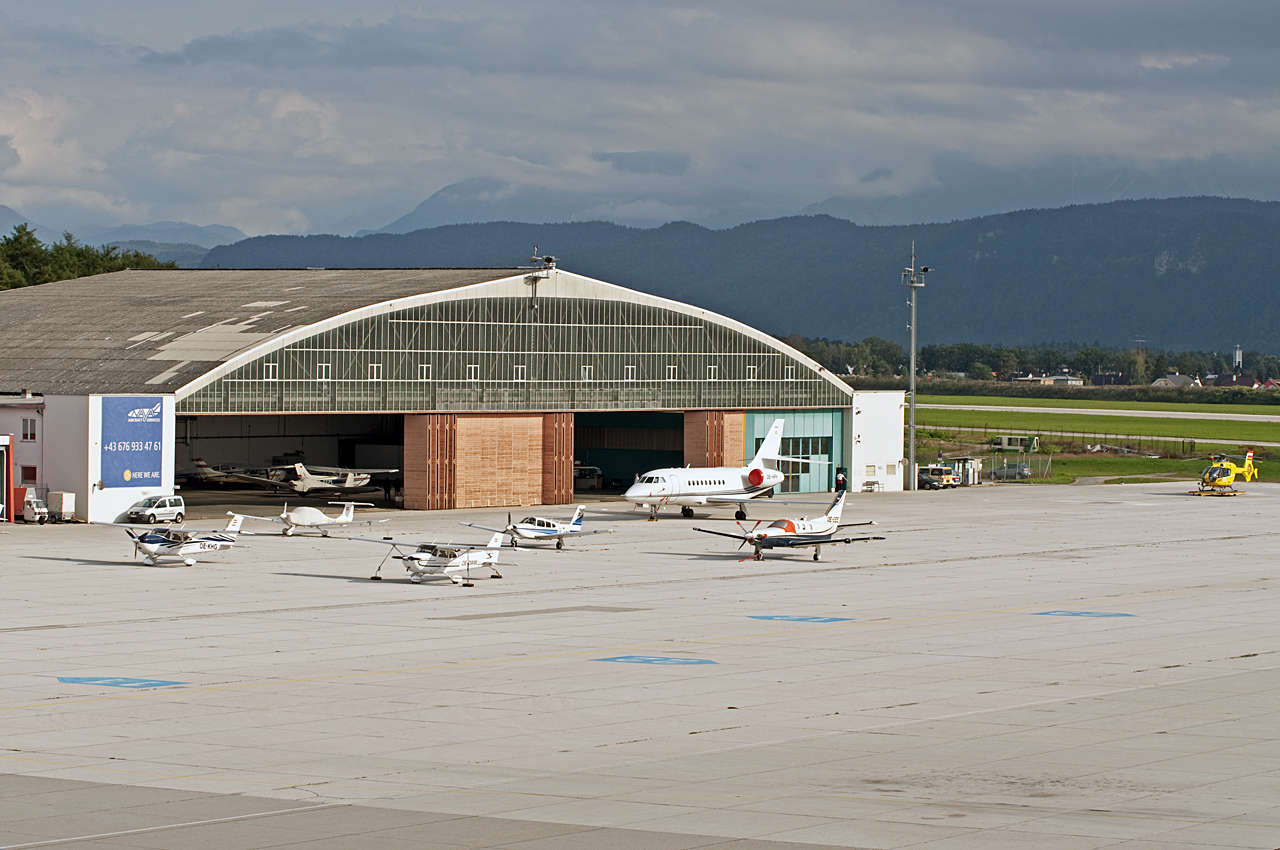
Blick auf Hangar 1 (wurde bereits abgetragen), General-Aviation-Bereich sowie Heliport

### Kapazität und Abfertigungsgebäude
Der Flughafen verfügt beim Stand von 2008 über eine Terminalkapazität von 950.000 Passagieren pro Jahr. Das einzige Terminal am Flughafen Klagenfurt ist zugleich Ankunfts- als auch Abfluggebäude. Weiters befinden sich hier die gastronomischen Einrichtungen, Check-in-Schalter, Sicherheitskontrollen, Gepäckausgabe und -kontrolle sowie die Pass- und Zollkontrolle.

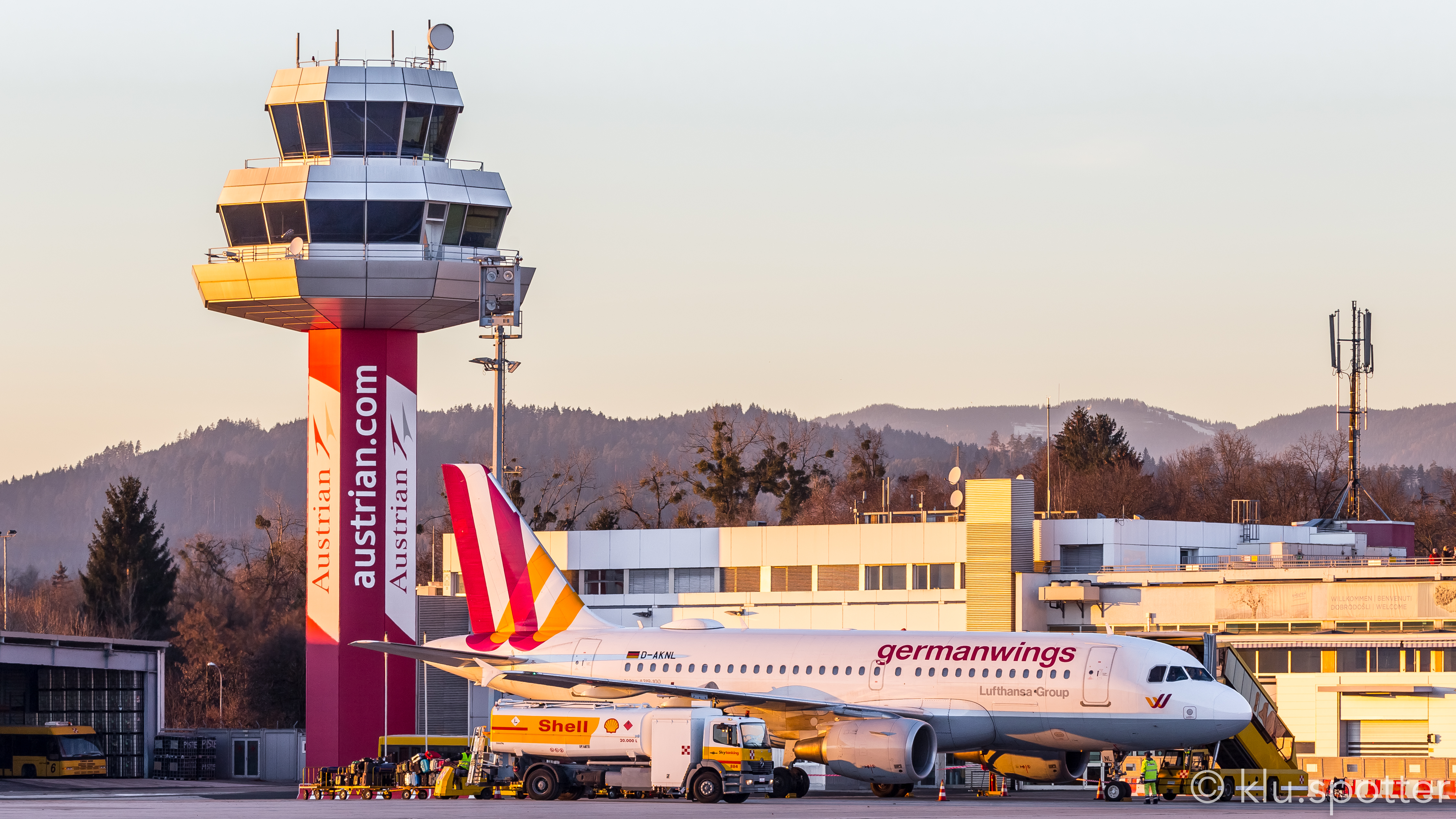
Tower des Flughafens Klagenfurt

Angeschlossen an das Abfertigungsgebäude befindet sich der Tower der Austro Control GmbH.

### Start- und Landebahnen

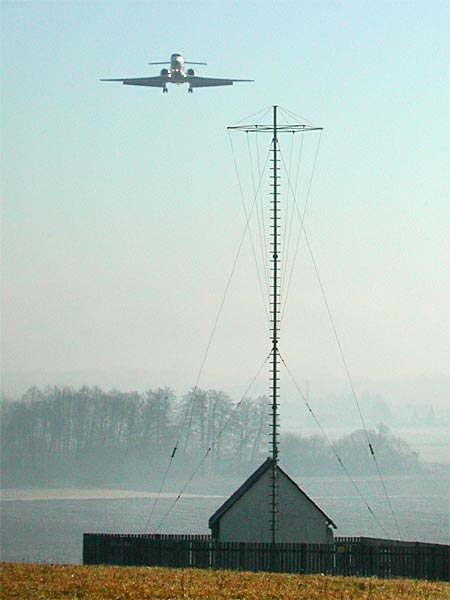
Im Anflug auf Klagenfurt – NDB mit dem Rufzeichen KI sendet auf 313 kHz

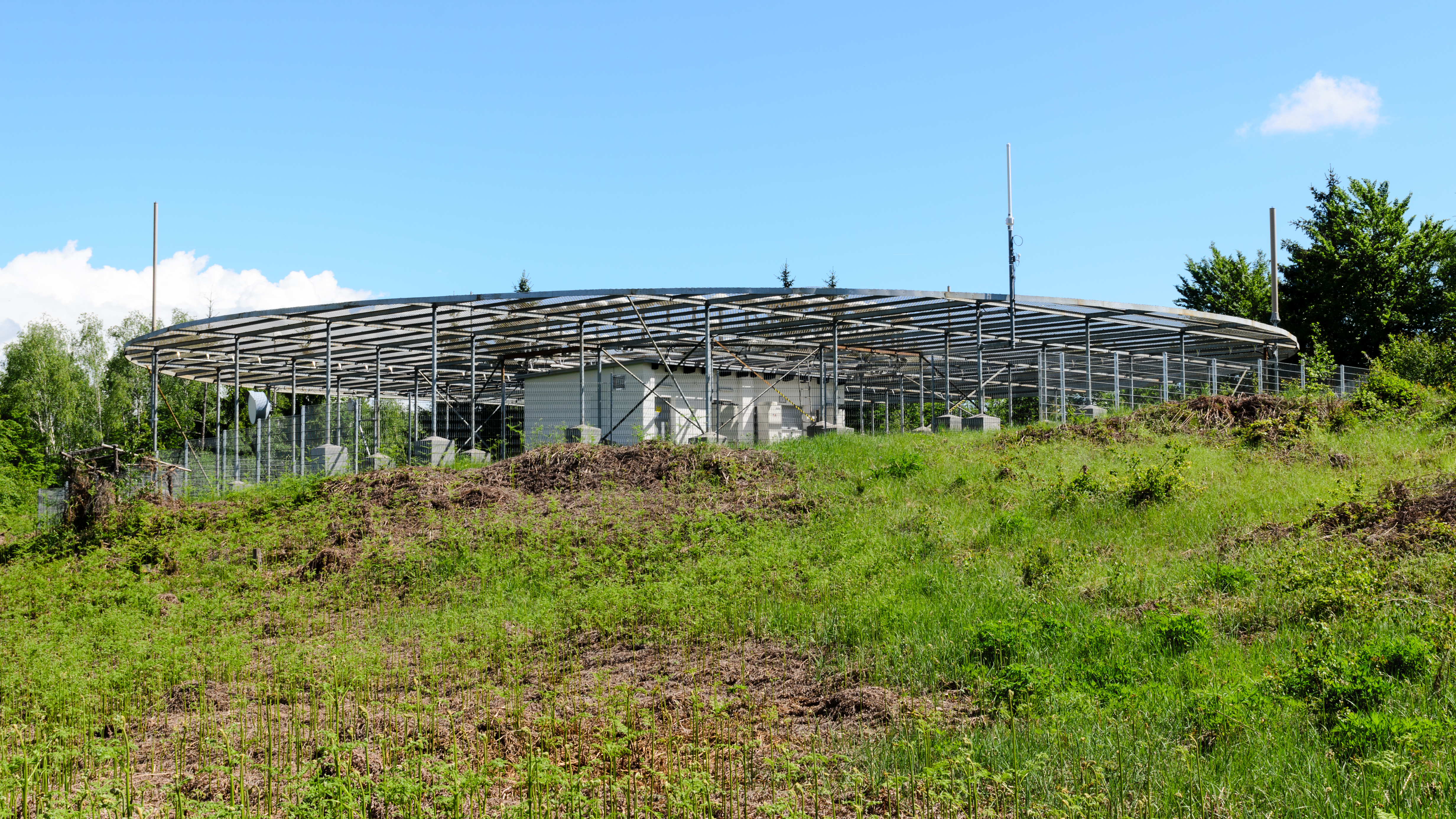
VOR mit der Kennung KFT – Klagenfurt sendet auf 113,1 MHz

Der Flughafen besitzt zwei parallele Start- und Landebahnen in Ost-West-Ausrichtung (10–28). Die große der beiden Bahnen ist 2720 m lang und 45 m breit. Die Höhendifferenz zwischen östlichem und westlichem Aufsetzpunkt beträgt annähernd zehn Meter. An beiden Bahnenden gibt es eine Wendefläche. Als Bahnbelag dient Asphalt. Ihre Tragfähigkeitsklassifikation ist mit einem PCN-Wert von 37 vergleichsweise niedrig.
Die Bahn ist auf Flugzeuge der Größe eines Airbus A 320 ausgelegt.
Die parallel verlaufende kleine Graspiste hat die Dimension 710 m × 25 m. Weiters befinden sich am Flughafenareal noch eine Segelflieger-Landefläche sowie ein Heliport. Diese drei werden nur im Sichtflug angeflogen.
Nur auf die große Bahn 28 kann der Anflug mittels ILS (Instrumentenlandesystem) gestützt werden. Der Gleitwinkel beträgt normale 3°. Als Ergänzung zum ILS existiert, insbesondere für Sichtflieger, in beiden Richtungen ein optisches Anflug-Unterstützungssystem des Typs PAPI (engl. precision approach path indicator). Auf die Bahn 28 gibt es darüber hinaus eine Anflugbefeuerung mit Gleitwinkelangabe, ein sogenanntes ALSF in der Konfiguration 2. Ein NDB (ungerichtetes Funkfeuer), ein VOR (Drehfunkfeuer, 17 Kilometer östlich des Platzes) sowie ein DME (Entfernungsmessgerät) ergänzen die Navigationsausstattung des Flughafens.
Aufgrund einer Generalsanierung der Runway 10/28 musste der Flughafen den Flugverkehr für drei Wochen stilllegen. Mit 4. Oktober 2016 wurde der reguläre Flugverkehr wieder aufgenommen.

### Hangars
Am Areal befanden sich Anfang 2020 drei Hangars. Im Frühjahr 2011 wurde ein neuer Hangar eröffnet. Er sollte vor allem als Ersatz für die alten Hangars und als Wartungswerft dienen. Die zwei alten, baufälligen Hangars wurden 2020 abgerissen.

### Logistik-Terminal
Die Spedition Schenker betreibt neben dem Terminal einen Logistik-Terminal, der Luftfahrt-Drehkreuz (Hub) für Osteuropa werden soll. Das Unternehmen investierte zehn Millionen Euro in ein Areal von 35.000 Quadratmetern, in dem die Umschlaghalle, ein Bürotrakt sowie ein Logistiklager untergebracht sind, weiters besitzt das Gebäude einen eigenen Bahnanschluss. Der Standort Klagenfurt hat einen Vertrag mit einem indischen Unternehmer; Schenker Klagenfurt übernimmt die Luft- und Seefracht für diesen Betrieb. Das Terminal ging 2011 in Betrieb. 2014 waren am Standort 78 Personen beschäftigt.

### Bundesheer-Hubschrauberstützpunkt
Am 12. Mai 2011 wurde der neue Bundesheer-Hubschrauberstützpunkt im nordwestlichen Bereich des Flughafens eröffnet. Der Hangar hat eine Fläche von rund 500 m² und hat eine Kapazität für zwei Sikorsky UH-60 Hubschrauber oder zwei Eurofighter. Die Bauzeit dauerte rund neun Monate, die Kosten beliefen sich auf 1,3 Mio. Euro. Die Baukosten wurden vom Flughafen Klagenfurt finanziert, da das österreichische Bundesheer ein dauerhaftes Nutzungsrecht am Flughafen hat.
Mit Jahresende 2015 stellte das österreichische Bundesheer im Zuge des Einsparungspaketes „Österreichisches Bundesheer 2018“ den Stützpunkt am Flughafen Klagenfurt ein. Das Fluggerät wurde nach Aigen im Ennstal übersiedelt. Im April 2017 ging der Hubschrauberstützpunkt erneut in Betrieb.

### Sonstige Einrichtungen
Der Flughafen ist mit einer Gerätehalle und einem Feuerwehrhaus ausgestattet.

## Fluggesellschaften und Flugziele
Der Flughafen Klagenfurt bietet eine Vielzahl von Flugzielen an, die sowohl von Linienfluggesellschaften als auch von Charteranbietern bedient werden. Die aktuellen Direktverbindungen ab Klagenfurt sind:
| Zielort                 | Fluggesellschaft            | Frequenz                            | Zeitraum        |
| ----------------------- | --------------------------- | ----------------------------------- | --------------- |
| Wien (VIE)              | Austrian Airlines           | 1–2 × täglich                       | Ganzjährig      |
| Hannover (HAJ)          | SkyAlps                     | 2× wöchentlich (Mo, Do)             | Mai – Oktober   |
| Köln (CGN)              | Eurowings                   | 2× wöchentlich (Mo, Fr)             | Ganzjährig      |
| London-Stansted (STN)   | Ryanair                     | 2× wöchentlich (Do, So)             | Ganzjährig      |
| Alicante (ALC)          | Ryanair                     | 2× wöchentlich (Fr, So)             | April – Oktober |
| Palma de Mallorca (PMI) | Ryanair                     | 5× wöchentlich (Di, Mi, Do, Sa, So) | April – Oktober |
| Paros (PAS)             | Springer Reisen / Avantiair | 1× wöchentlich (Sa)                 | Mai – Juli      |

## Sicherheit

### Polizei
Seit April 2008 befindet sich die Flughafen-Polizei in einem neuen Gebäude gegenüber dem Abfertigungsgebäude. In diesem sind auch die Autobahnpolizei Klagenfurt, die Diensthundestaffel und die Polizeiinspektion Annabichl untergebracht.

### Feuerwehr
Die Flughafenfeuerwehr ist in dem Feuerwehrhaus am Flughafengelände untergebracht. Sie ist mit sechs Löschfahrzeugen sowie unterschiedlichen Brandschutzvorrichtungen und Bergegerätschaften ausgestattet. Zur Unterstützung können die umliegenden Feuerwehren der Stadt Klagenfurt sowie deren Berufsfeuerwehr herangezogen werden.

## Verkehrszahlen

Flugbewegungen, Fluggastaufkommen und Luftfracht am Flughafen Klagenfurt seit 1982–2009. – Danach haben sich die Werte deutlich reduziert.

Die folgende Tabelle stellt die Verkehrszahlen des Klagenfurter Flughafens in der Vergangenheit dar.
| Betriebs- jahr | Fluggast- aufkommen | Luftfracht (in Tonnen) | Flug- bewegungen Linie/Charter | Flug- bewegungen General Aviation |
| -------------- | ------------------- | ---------------------- | ------------------------------ | --------------------------------- |
| 1980           | 82.151              | k. A.                  | 3.083                          | k. A.                             |
| 1982           | k. A.               | k. A.                  | k. A.                          | 16.461                            |
| 1985           | 102.691             | k. A.                  | 4.099                          | 19.343                            |
| 1990           | 148.062             | k. A.                  | 5.209                          | 27.937                            |
| 1995           | 215.059             | k. A.                  | 7.333                          | 22.665                            |
| 2000           | 235.503             | k. A.                  | 8.325                          | 25.853                            |
| 2001           | 226.701             | k. A.                  | 7.133                          | 29.884                            |
| 2002           | 259.717             | k. A.                  | 6.894                          | 30.388                            |
| 2003           | 313.557             | 45,7                   | 6.979                          | 25.719                            |
| 2004           | 486.274             | 57,2                   | 8.810                          | 24.584                            |
| 2005           | 522.697             | 53,5                   | 8.907                          | 24.518                            |
| 2006           | 409.004             | 41,1                   | 7.718                          | 23.881                            |
| 2007           | 469.033             | 34,9                   | 8.103                          | 24.600                            |
| 2008           | 429.889             | 23,9                   | 7.670                          | 23.592                            |
| 2009           | 410.512             | 30,1                   | 7.785                          | 24.181                            |
| 2010           | 425.933             | 13,4                   | 7.482                          | 24.006                            |
| 2011           | 375.307             | 05,4                   | 6.451                          | 21.450                            |
| 2012           | 279.045             | 00,0                   | 4.576                          | 19.662                            |
| 2013           | 259.336             | 00,0                   | 4.262                          | 17.348                            |
| 2014           | 225.842             | 00,0                   | 3.920                          | 17.398                            |
| 2015           | 227.625             | 00,0                   | 3.922                          | 17.049                            |
| 2016           | 193.709             | 00,0                   | 3.392                          | 13.576                            |
| 2017           | 216.905             | 00,0                   | 3.700                          | 16.367                            |
| 2018           | 228.372             | 0,0                    | 3.566                          | 18.911                            |
| 2019           | 209.434             | 0,0                    | 3.198                          | k. A.                             |
| 2020           | 49.395              | 0,0                    | 878                            | k. A.                             |
| 2021           | 29.577              | 0,0                    | 544                            | k. A.                             |
| 2022           | 82.760              | 0,0                    | 1.328                          | k. A.                             |
| 2023           | 153.536             | k. A.                  | 1.848                          | 15.882                            |
| 2024           | 137.844             | k. A.                  | 1.754                          | k. A.                             |

## Zwischenfälle
In der Datenbank des Aviation Safety Network
sind schwere Flugunfälle weltweit erfasst. Bis zum Jahr 2011 ist im Zusammenhang mit dem Flughafen Klagenfurt nur ein Ereignis vermerkt:
- Am 24. August 1957 verunglückte die Lockheed 18 Learstar 1 mit dem Luftfahrzeugkennzeichen D-COCA der Helmut Horten GmbH. Das Flugzeug war auf dem Weg von Düsseldorf nach Klagenfurt. Es sollte Blumen für eine Schau in Velden liefern. Im Sinkflug auf Klagenfurt brach in der Nähe von Krumpendorf der linke Flügel des 14 Jahre alten Flugzeugs. Bei dem Absturz starben alle drei Besatzungsmitglieder, die einzigen Insassen.[30]

- Am 24. August 1994 um 03:01 Uhr explodierte eine von Franz Fuchs gut 2 Stunden davor vor der Rennerschule deponierte, etwa 5 kg schwere Rohrbombe in der Gepäcksröntgenstraße. Der Sprengstoffsachkundige Theodor Kelz hatte am Bildschirm verdächtigen Inhalt gesehen und das Behältnis auf der Seite geöffnet. Er verlor beide Hände, zwei weitere anwesende Polizisten wurden verletzt. Die drei waren mit einem Spezialschlüssel ins Abfertigungsgebäude gekommen. Die Retter standen jedoch vor verschlossener Tür und verschafften sich mit Gewalt Zutritt.[31]